# Harraphidia harpyia
Harraphidia harpyia är en halssländeart som beskrevs av Steinmann 1963. Harraphidia harpyia ingår i släktet Harraphidia och familjen ormhalssländor. Inga underarter finns listade i Catalogue of Life.